# Tossal dels Tres Batlles
El Tossal dels Tres Batlles és una muntanya de 863 metres que es troba entre els municipis d'Alòs de Balaguer i de Camarasa, a la comarca catalana de la Noguera.